# فردقان
فردقان روستایی در دهستان خنجین بخش خنجین شهرستان فراهان استان مرکزی ایران است.
#روستای_فردقان در ۱۰ کیلومتری شمال بخش خنجین، از شهرستان #فراهان قرار داردکه جاده ای آسفالته، شما را از دشت زرخیز فراهان جدا نموده و در کوهستانهای شمالی خنجین به این روستای باستانی هدایت میکند در مسیر جاده، از کنار آرامگاه مطهر #امیر_عبدالله عبور نموده و پس از حدود یک کیلومتر به #رودخانه_فردقان میرسید که مناظری زیبا، جذاب ودلنواز در دل دره، کوه و صخره های سر به فلک کشیده خلق کرده است که مرجع بسیاری از دوستداران #گردشگری داخلی و خارجی میباشد.
پس از یک کیلومتر به روستا میرسیم که در میان کوه ها محاصره شده و تا ورودی آن قابل روئیت نیست.مردم به زبان ترکی گفتگو میکنند و به پارسی نیز مسلط هستند.

#روستا بعنوان یکی از مواریث فرهنگی #استان_مرکزی در وزارت میراث فرهنگی ثبت گردیده است.
نویسنده مشهور ( یوسف زیدان) در کتاب خود بنام #فردغان، خاطراتی ازتبعید #ابو_علی_سینا در قلعه زیرین فردغان نقل میکند.
#آتشکده مهمی با قدمت ۱۷۰۰ سال در #قلعه_فردغان، توسط میراث فرهنگی در حال کاوش است که در کتب تاریخی معتبر، نگاشته شده است
آتشکده، آسیابهای ابی، صخره های دست ساز #دفینه ها، وسایل سنگی و .... از #آثارباستانی این روستا میباشد
##Fardqan_village is located 10 kilometers north of Khunjin sector, from #Farahan city of central province, where an asphalt road separates you from the fertile plain of Farahan and leads to this ancient village in the northern mountains of Khunjin.  Cross and after about one kilometer you will reach Fardghan River, which has created beautiful, attractive and beautiful scenery in the heart of the valley, mountains and towering rocks, which is a reference for many lovers of domestic and foreign tourism.
After one kilometer, we reach the village, which is surrounded by mountains and cannot be seen until its entrance.
#The village has been registered as one of the cultural heritages of Central Province in the Ministry of Cultural Heritage.
In his book called #Fardghan, the famous author (Yousef Zeidan) narrates memories of the exile of #Abu_Ali_Sina in the lower castle of Fardghan.
An important 1700-year-old fire pit in Fardghan Castle is being explored by cultural heritage, which is written in reliable historical books.
The fire temple, mill, man-made rocks, burials, stone tools, etc. are among the ancient monuments of this village.

## جمعیت
بر پایه سرشماری عمومی نفوس و مسکن در سال ۱۳۹۵ جمعیت این مکان ۴۵۶ نفر (۱۳۳خانوار) بوده‌است.